# ダーネル・フィッシャー
ダーネル・フィッシャー（Darnell Fisher、1994年4月4日 - ）は、イングランド・レディング出身の元プロサッカー選手。現役時代のポジションはDF。

## クラブ経歴
ファーンボロFCでのプレーを経て、2011年夏にセルティックFCとプロ契約を締結。2013年10月のハイバーニアンFC戦でプロデビューを果たした。
2015-16シーズンはセント・ジョンストンFCに期限付き移籍。2016年3月のハート・オブ・ミドロシアンFC戦でプロ初ゴールを決めた。
2016年8月、ロザラム・ユナイテッドFCに3年契約で移籍。翌シーズン、ロザラムの降格に伴いプレストン・ノースエンドFCに移籍。
2021年1月29日、ミドルズブラFCに2年半契約で移籍。
2023年10月23日、現役引退を表明した。

## タイトル

### クラブ
セルティック
- スコティッシュ・プレミアシップ: 2013–14
- スコティッシュリーグカップ: 2014-15